# Pastís de pobre
El pastís de pobre és un tipus de pastís originari del forn Can Roca, a Manacor. Va ser creat en fer un pastís amb restes de pasta de mil fulls i crema pastissera.
El dolç consta de tres capes de pasta per dues de crema (llet, sucre i vainilla), coronades amb rovell d'ou cremat i coco als laterals.
El 2015 la pastisseria Can Roca va fer el pastís de pobre més gran del món, en el marc de la campanya de dinamització comercial Manacoritza't.